# Timbaland
Тімоті Закарі Моузлі (англ. Timothy Zachery Mosley; нар. 10 березня 1972, Норфолк, Вірджинія, США), більш відомий під псевдонімом Тімбеленд (англ. Timbaland) — американський продюсер, репер, автор пісень і композитор. Він отримав широке визнання за свою новаторську продюсерську роботу та характерний «заїкаючийся» ритмічний стиль. У 2007 році Entertainment Weekly заявив, що «практично всі сучасні поп-тенденції можна простежити до нього».
На лейблі Mosley Music Group, що належить Timbaland, виступали такі артисти, як Неллі Фуртаду, чий альбом Loose (2006), спродюсований Тімбелендом, мав комерційний і критичний успіх. У 2007 році Тімбеленд випустив сольний альбом Shock Value, за яким у 2009 році послідував Shock Value II. Тімбеленд також працював з Алією, Missy Elliott, Jay-Z, Nas, Ludacris, Кері Гілсон Bubba Sparxxx, Madonna, Rihanna, OneRepublic, Brandy, Drake і Björk та іншими. Станом на 2014 рік він написав 85 хітів у Великій Британії та 99 хітів у США. Разом зі Swizz Beatz у 2020 році він створив популярний  музичний веб-серіал Verzuz. 

## Ранні роки
Тімоті Закарі Моузлі народився у містечку Норфолк, що знаходиться в штаті Вірджинія. Спочатку він розпочинав як клубний ді-джей, а також приєднався до продюсерського ансамблю S.B.I. (що означало «Оточений ідіотами»), у якому також брав участь продюсер The Neptunes, його двоюрідний брат Фаррелл Вільямс.

## Музична кар'єра
Після того, як його роботи почула Міссі Еліотт, він почав співпрацювати і з нею і з репером Magoo. Згодом тріо переїжджає в Сафферн, штат Нью-Йорк. Там Міссі зі своєю групою Sista пройшла прослуховування на лейбл і привела із собою на студію Моузлі і Баркліфа. Голова лейблу дав Тімоті псевдонім Timbaland. Молодий продюсер працював над багатьма записами для компанії, але в 1995 році Еліотт, Тімбо і Magoo покинули лейбл. Та все- таки вони продовжували співпрацювати і ремікс Timbaland'a на пісню Міссі «Steelo» став першим його успіхом у 1996 році. В тому ж році Тімоті Моузлі стає популярним завдяки роботі з Алією і її альбому One In A Million, в якому музика Тімбеленда допомогла юній співачці стати зіркою. Та справжній успіх прийшов до Тіма після виходу дебютного синглу «The Rain (Supa Dupa Fly)» його партнерки Міссі Еліотт. В тій пісні були присутні нечувані для того часу біти з яскравими басами. Він взяв звук хіп-хопу та застосував його до R&B, і таким чином його звук зіграв важливу роль у стиранні різниці між хіп-хопом і R&B. Наступні сингли «Sock It 2 To Me», де Міссі и Da Brat зображують в відео інопланетян, та «Beep Me 911» закріпили за Timbaland титул найяскравішого продюсера-новатора.
В 1997 році Timbaland випустив сольний альбом в творчому тандемі зі своїм старим другом Magoo, Welcome To Our World. Альбом став платиновим завдяки синглу «Up Jumps Da Boogie (з участю Elliott and Aaliyah)», котрий зайняв дванадцяте місце у чарті Billboard Hot 100. Потім Timbaland працює над саундтреками до фільмів. В «Can't Hardly Wait» він разом з Еліотт зробив оригінальный ремікс на «Hit 'Em Wit Da 'Hee», де семпли органічно звучать з синтезованими звуками. Timbaland з Міссі Еліотт продюсував треки до фільму «Why Do Fools Fall In Love», «Destiny's Child — Get On The Bus», «Coko — He'll Be Back», «Busta and Missy — Get Contact» i «Total — What The Dealio». В 1998 році Timbaland випустив свій сольный альбом Tim's Bio: Life from da Bassment. Цей альбом виявився слабшим попереднього (Welcome In Our World), але потрібно виділити сингл «Here We Go», виконаний разом з Missy Elliott і Magoo. Але найяскравішим треком з нього став «Who Am I» в творчому союзі з Twista. Швидкий речитатив самого «говірливого» МС якнайкраще підходив до бітів Timbaland'a. Також досить оригінальні та цікаві композиції «Fat Rabbit» та «Put 'Em On». В тому ж році Timbaland допоміг записати Міссі Еліотт другий сольний альбом Da Real World, центральною композицією з якого стала «She's A Bitch» з прекрасним відео, знятим Hype Williams. В відеоваріанті замість Big Boi реп читає авторитетний французький репер MC Salaar.
Протягом цього часу Тімбаленд продовжував продюсувати в основному для артистів R&B. Він продовжував продюсувати для Ginuwine і Aaliyah, а також брав значний внесок в альбоми Xscape, Nicole, Playa і Total. Він зробив ремікс на головний хіт Ашера «You Make Me Wanna». На початку 2000-х Тімбаленд продюсував пісні, зокрема «Roll Out (My Business)» Лудакріса, «Hola' Hovito» Jay-Z і «Raise Up» Petey Pablo. Він також написав три пісні, усі зрештою випущені як сингли, для однойменного третього альбому Алії, екзотичний головний сингл «We Need a Resolution» (у якому він читає реп куплет), «More than a Woman» і балада «I Care 4 U». Він також з'являється в синглі Aaliyah «Try Again», який він також продюсував і став співавтором.
У 2000 році був завершений проект Indecent Proposal, який став новою віхою в розвитку Timbaland-style. Знааходячись на вершині хіп-хопу, Timbaland не замикається в творчому плані — він працює с Beck, Limp Bizkit і No Doubt, хотів би попрацювати з Metallica, The Cranberries, Б'єрк. У 2002 році Timbaland разом із Magoo випустив альбом Indecent Proposal і в цей же час його роботи стають еталонними у світі хіп-хоп- та R&B-музики. Гонорари за біт від Тімбеленда сягають шестизначних цифр, однак кожен виконавець впевнений, що з музикою від цього чоловіка їхні пісні стають хітами. 
Тімбе ленд написав три композиції для дебютного альбому Tweet, Southern Hummingbird, і продюсував більшість пісень з четвертої п'ятої платівок Міссі Елліотт, Under Construction і This Is Not a Test! відповідно. Він також продюсував треки для таких виконавців, як Lil' Kim («The Jump» Off») і Pastor Troy в цей період. Співпрацюючи з колегою-продюсером Скоттом Сторчем, Тімбаленд також працював над декількома треками на сольному дебюті колишнього соліста ’N Sync Джастіна Тімберлейка Justified, включаючи пісню «Cry Me a River».
У 2007 році Timbaland випустив свій другий сольний альбом Shock Value, який став мегапопулярним у всьому світі завдяки яскравим синглам за участю багатьох зірок американського шоу-бізнесу. Тімбеленд співпрацював з гуртом OneRepublic і в результаті ремікс на їх пісню «Apologize» був включений в його альбом Shock Value. Згодом він продюсував наступні альбоми Джастіна Тімберлейка, Неллі Фуртаду, Jay-Z, Міссі Елліот, T-Pain, Tweet.
У 2009 році Тімоті випускає свій третій альбом Shock Value II.
30 січня 2013 року Тімбаленд підписав контракт з лейблом Jay-Z Roc Nation.
У 2019 році Тімбаленд почав викладати через Masterclass, надаючи серію інструкцій з продакшну та бітмейкінгу.
У березні 2020 року Timbaland разом із Swizz Beatz запустили серію веб-трансляцій Verzuz в Instagram. У 2021 році за свою роботу над Verzuz Тімбеленд і Swizz Beatz потрапили до Time 100, щорічного списку 100 найвпливовіших людей світу за версією журналу Time.
У серпні 2021 року лейбл Blackground перейменовано в Blackground 2.0, засновником залишився Баррі Хенкерсон. Blackground 2.0 підписав угоду про розповсюдження з Empire Distribution, яка перевипустить каталог лейбла на компакт-дисках, касетах, вінілі, на сайтах цифрового завантаження та, вперше, на стрімінгових сервісах. Перевидання каталогу Алії почалося в хронологічному порядку, починаючи з One In a Million 20 серпня 2021 року. Альбом Timbaland 1998 року Tim's Bio: Life from da Bassment і альбоми Timbaland & Magoo Welcome to Our World, Indecent Proposal і Under Construction, Part II були перевидані 27 серпня 2021 року.

## Дискографія
Студійні альбоми
- Tim's Bio: Life from da Bassment (1998)
- Shock Value (2007)
- Shock Value II (2009)

## Зовнішні посилання
- Офіційний сайт
- Timbaland на сайті AllMusic (англ.)

- Timbaland на Yahoo! Music
- Timbaland на Billboard.com